# Liste der Kulturdenkmale in Hardt (Schwarzwald)
In der Liste der Kulturdenkmale in Hardt sind alle Bau- und Kunstdenkmale der Gemeinde Hardt und ihrer Teilorte verzeichnet, die im „Verzeichnis der unbeweglichen Bau- und Kunstdenkmale und der zu prüfenden Objekte“ des Landesamts für Denkmalpflege Baden-Württemberg verzeichnet sind.
Diese Liste ist nicht rechtsverbindlich. Eine rechtsverbindliche Auskunft ist lediglich auf Anfrage bei der Unteren Denkmalschutzbehörde des Landkreises Rottweil erhältlich.

## Allgemein
- Bild: Zeigt ein ausgewähltes Bild aus Commons, „Weitere Bilder“ verweist auf die Bilder im Medienarchiv Wikimedia Commons.
- Bezeichnung: Nennt den Namen, die Bezeichnung oder die Art des Kulturdenkmals.
- Lage: Straßenname und Hausnummer oder Flurstücknummer des Kulturdenkmals, gegebenenfalls auch den Ortsteil. Die Grundsortierung der Liste erfolgt nach dieser Adresse. Der Link (Karte) führt zu verschiedenen Kartendiensten mit der Position des Kulturdenkmals. Fehlt dieser Link, wurden die Koordinaten noch nicht eingetragen. Sind diese bekannt, können sie über ein Tool mit einer Kartenansicht einfach nachgetragen werden. In dieser Kartenansicht sind Kulturdenkmale ohne Koordinaten mit einem roten bzw. orangen Marker dargestellt und können durch Verschieben auf die richtige Position in der Karte mit Koordinaten versehen werden. Kulturdenkmale ohne Bild sind an einem blauen bzw. roten Marker erkennbar.
- Datierung: Baubeginn, Fertigstellung, Datum der Erstnennung oder grobe zeitliche Einordnung entsprechend des Eintrags in der zuständigen Denkmaldatenbank (Landesamt für Denkmalpflege Baden-Württemberg).
- Beschreibung: Kurzcharakteristik des Kulturdenkmals.

## Hardt
| Bild           | Bezeichnung                                     | Lage                                 | Datierung                       | Beschreibung | ID |
| -------------- | ----------------------------------------------- | ------------------------------------ | ------------------------------- | ------------ | -- |
|                | Friedhofskreuz                                  | Hardt, bei Friedhofweg 13            | 1849                            |              |    |
|                | Backhaus des Reuterhofs                         | Hardt, bei Friedrichsberg 2 (Karte)  | 19. Jh.                         |              | BW |
|                | Wegkreuz                                        | Hardt, bei Friedrichsberg 2          | 19. Jh.                         |              |    |
|                | Bildstock                                       | Hardt, bei Friedrichsberg 4          | 1764                            |              |    |
|                | Backhaus des Kasperleshofs                      | Hardt, bei Friedrichsberg 8          | 1842                            |              |    |
|                | Bildstock                                       | Hardt, bei Friedrichsberg 8          | 1768                            |              |    |
|                | Karleshof mit Back- und Waschhaus               | Hardt, Hugswald 8, 9 (Karte)         | 1842                            |              | BW |
|                | Wegkreuz                                        | Hardt, bei Hugswald 8                | 1882                            |              |    |
| Weitere Bilder | Kath. Pfarrkirche St. Georg                     | Hardt, Mariazeller Straße 2 (Karte)  | 1893/94                         |              |    |
|                | Gefallenendenkmal                               | Hardt, bei Mariazeller Straße 2      | 1931                            |              |    |
|                | Trostenhof mit Back- und Waschhaus              | Hardt, Mariazeller Straße 74 (Karte) | 1789                            |              | BW |
|                | Lamprechtenhof, Andreasenhof (Endrißenhof)      | Hardt, Oberhardtweg 53 (Karte)       | Ende des 17./Anfang des 18. Jh. |              |    |
|                | Bildstock                                       | Hardt, hinter Obertischneckweg 86    | 1848                            |              |    |
|                | Bildstock                                       | Hardt, bei St. Georgener Straße 70   | 1692                            |              |    |
|                | Hofkapelle des Benediktenhofs auf dem Tischneck | Hardt, Tischnecker Weg 63/1 (Karte)  | 1764                            |              | BW |
|                | Bildstock                                       | Hardt, bei Weilerstraße 6            | 18. Jh.                         |              |    |
|                | Bildstock                                       | Hardt, bei Weilerstraße 32           | 1750                            |              |    |
|                | Baschishof mit Backhaus und Hofkapelle          | Hardt, Weilerstraße 42 (Karte)       | 1803                            |              | BW |